# Dioctria flavicincta
Dioctria flavicincta là một loài ruồi trong họ Asilidae. Dioctria flavicincta được Meigen miêu tả năm 1820. Loài này phân bố ở vùng Cổ Bắc giới.